# August Egon Hablawetz
August Egon Hablawetz (19. Mai 1833 in Wien – 18. September 1892 ebenda) war ein österreichischer Opernsänger (Bass). Er war 22 Jahre lang Ensemblemitglied der Wiener Hofoper.

## Leben und Werk
Hablawetz erlernte zunächst den Beruf des Buchdruckers und war als Schriftsetzer in der Kaiserlichen Hof- und Staatsdruckerei tätig. 1852 kam er, nach Angaben des Österreichischen Biographischen Lexikons, als Chorsänger an das Josefstädter Theater. Während seines Engagements als Chorist erhielt er die weitere Ausbildung zum Solisten.
1857 debütierte er als Solist in Linz/Donau, wo er einen Vertrag als „Erster Bassist“ erhalten hatte. Es folgten Engagements am Hoftheater Stuttgart (1860–61) und am Stadttheater Basel (1861–62). 1861 gastierte er als Sarastro und als Plumkett in Martha an der Hofoper Dresden, wo er dann von 1862 bis 1864 fest im Engagement war. Von 1864 bis 1867 gehörte er zum Ensemble des Opernhauses Lemberg. Von 1867 bis 1869 war er am Stadttheater Graz engagiert.
Im Februar 1869 gastierte er, während seines Grazer Engagements, erstmals an der Wiener Hofoper, wo er sich als Titelheld in Figaros Hochzeit vorstellte. Außerdem gastierte er 1869 noch als Falstaff und als Marcell [sic!] an der Wiener Hofoper. Von 1870, zunächst mit einem Dreijahresvertrag verpflichtet, war er bis 1892 Ensemblemitglied der Wiener Hofoper. Seinen ersten Auftritt als festes Ensemblemitglied der Wiener Hofoper hatte er im April 1870 als Kaspar in Der Freischütz.
Er zählte zu den Stützen des Hauses, die den Repertoirebetrieb durch ihre vielseitige Einsetzbarkeit ermöglichen. Er sang Abend für Abend kleinere aber auch mittlere Rollen, konnte aber auch jederzeit in Hauptrollen einspringen, beispielsweise als Bassa Selim in Die Entführung aus dem Serail oder als Landgraf Hermann in Tannhäuser.
Zu seinen Rollen an der Wiener Hofoper, die zahlreiche seriöse wie auch Buffo-Partien umfassten,  gehörten u. a. Zuniga in Carmen (u. a. 1875 in der dortigen Erstaufführung), Ferrando in Der Troubadour, der König in Aida, der Großinquisitor von Lissabon in Die Afrikanerin und Herr Reich in Die lustigen Weiber von Windsor. In Figaros Hochzeit sang er meist den Don Bartolo, übernahm in mehreren Vorstellungen aber auch den Figaro. In Der Freischütz verkörperte er vier verschiedene Rollen, neben dem Kaspar auch den Kuno, den Eremiten und den Samiel.
Hablawetz galt insbesondere auch als Wagner-Interpret. An der Wiener Hofoper sang er u. a. Fafner (Das Rheingold und Siegfried) und Hunding in  Die Walküre. In Wien war er auch intensiv als Konzertsänger tätig.
Er war mit der Ballettkorps-Tänzerin Mathilde Klein, einer Schwester der Baronin Regine Heine-Klein, verheiratet, mit der er einen gemeinsamen Sohn hatte. Das Ehepaar wohnte im 4. Wiener Gemeindebezirk, in der Freundgasse 14.